# Acento grave
O acento grave (`) é um sinal diacrítico usado na escrita grega até 1982, no francês, catalão, galês, italiano, vietnamita, gaélico escocês, norueguês, português, maltês, occitano, sueco, valão, ioruba, chinês (pinyin), macedônio, entre outras línguas.
O acento grave é encontrado em impressos franceses e italianos desde o século XVII. Com exceção de palavras adotadas de outras línguas com a ortografia original, o acento grave não é comumente usado em nenhuma língua europeia central e oriental.

## Na língua portuguesa
Em português, o acento grave indica a crase, a junção da preposição a com os artigos a e as ou com um pronome iniciado por a (aquele, aqueles, aquela, aquelas, aquilo e aqueloutro).
Até 1971, no Brasil, e 1973, em Portugal e nos demais países lusófonos, servia também para indicar a sílaba subtônica em palavras derivadas com originalmente com acento agudo. Um exemplo: a palavra "só", ao ter acrescido o sufixo "-mente", não podia manter o acento agudo porque isto a transformaria em proparoxítona. Desta forma, o acento agudo da agora sílaba subtônica era transformado em acento grave, gerando a grafia "sòmente".

## Em outros idiomas
No grego, o acento grave ocorria apenas na última sílaba da palavra, nos casos em que o tom elevado da sílaba (indicada por um acento agudo) era baixado no grego antigo por causa de uma palavra seguinte na mesma sentença. É usado na tradicional ortografia politônica, mas a ortografia monotônica usada para o grego moderno o substituiu pelo acento agudo.
Na língua francesa, o acento grave tem dois usos. Na letra e ele sinaliza a pronúncia fonética da vogal: è [ɛ], e e [ə]. Nas letras a e u não afeta a pronúncia e apenas serve para distinguir homônimos. Distingue a preposição à ("para") do verbo a (presente de avoir), assim como distingue là ("lá") do artigo feminino la; é também usado na palavra déjà e na frase çà et là.
No catalão, o acento grave (accent obert em catalão) é usado para indicar tonicidade e a pronúncia fonética de certas vogais tônicas, como è [ɛ] versus é [e], ou como ò [ɔ] versus ó [o]. A letra a é a única que usa o acento grave mas não o agudo, enquanto i e u usam apenas o agudo (accent tancat em catalão). É usado às vezes para distinguir palavras homófonas, como, por exemplo, ma ("meu") e mà ("mão").
No galês, é usado para denotar o som de uma vogal curta numa palavra que poderia também ser pronunciada com o som de uma vogal longa, por exemplo mẁg ("estúpido") e mwg ("fumaça").
No italiano, sinaliza tonicidade geralmente em palavras oxítonas, como em virtù ("virtude"), più ("mais") e città ("cidade"), e raramente em palavras proparoxítonas, como vòlgere ("tornar/transformar"). Também é usado obrigatoriamente em palavras monossilábicas: tè ("chá"), già ("já") e è ("é"). E como no italiano as palavras proparoxítonas não recebem acentuação (com exceções) o acento grave também é utilizado para diferenciar palavras para evitar a pronúncia errônea durante a leitura, como em princìpe ("princípio") de principe ("príncipe") e subìto ("sofrido") de subito ("súbito").
Em algumas línguas tonais como o vietnamita (chamado dấu huyền) e o chinês mandarim, o acento grave é usado para indicar um tom reduzido. No gaélico escocês, denota uma vogal longa.
Em norueguês (tanto em Bokmål quanto em Nynorsk), o acento grave é usado para indicar tonicidade numa sílaba que poderia também não ser tônica. Também diferencia certas palavras, como por exemplo og ("e") e òg ("também"). O uso popular, possivelmente por causa do uso raro de diacríticos, não respeita muito estas regras, e há certa intercambialidade com o acento agudo.
Na transliteração de texto em escrita cuneiforme, um acento grave sobre a vogal indica que o sinal original é o terceiro representando o valor nas listas padrão. Dessa forma u é usado para transliterar o primeiro sinal com o valor fonético [u], enquanto ù translitera o terceiro sinal com o valor [u] (normalmente usado para "e").